# Arnold Peralta
Arnold Fabián Peralta Sosa (La Ceiba, 29 de març de 1989 – 11 de desembre de 2015) fou un futbolista professional hondureny que jugava com a migcampista
Va començar la seva carrera al Vida el 2008, i cinc anys més tard va fitxar pels escocesos del Rangers, amb els quals va guanyar l'Scottish League One de la temporada 2013–14. El gener de 2015 fou descartat, i va retornar al seu país, per jugar al Club Deportivo Olimpia. Peralta fou 26 cops internacional per Hondures des de seu debut el 2011, i va participar representant el seu país als Jocs Olímpics d'Estiu de 2012.
Fou assassinat a trets l'11 de desembre de 2015 a la seva ciutat natal de La Ceiba.